# نجاح متفرد
النجاح المتفرِّد أو الأعجوبة المتفردة (بالإنجليزية: one-hit wonder) هو مصطلح يُطلَق على أي شعبية أو نجاح تكتسبهما شخصيةٌ أو كيانٌ معين نظير عملٍ أو مؤلَّف واحد لا غير. يشيع استخدام هذا المصطلح بالخصوص عند فناني الموسيقى الذين قدَّموا في مسيرتهم أغنية واحدة فقط تطغى على باقي أعمالهم الفنية. وفي بعض الأحيان ، يكون لبعض الفنانين «نجاح متفرد» في بلد معين بينما يلاقون نجاحات كثيرة في بلدان أخرى.